# Équipe de Grande-Bretagne féminine de volley-ball
L'équipe du Royaume-Uni féminine de volley-ball est composée des meilleures joueuses britanniques sélectionnées par la British Volleyball Federation (BVF). Elle est classée au 120e rang de la FIVB au 22 juin 2022.

## Sélection actuelle
Sélection pour la Ligue européenne 2010.

Entraîneur : Audrey Cooper  ; entraîneur-adjoint : Ian Goswell 

## Palmarès et parcours

### Parcours

#### Ligue européenne
| - 2009 : 8e - 2010 : 8e |